# Hands All Over
Hands All Over è il terzo album dei Maroon 5, pubblicato il 21 settembre 2010 dalla A&M Records e dalla Octone Records. È stato registrato nel 2009 in Svizzera con il produttore Mutt Lange negli studi di Vevey. Il primo singolo estratto Misery è stato pubblicato il 28 giugno 2010. Il secondo singolo estratto l'8 settembre è stato Give a Little More.. Il terzo estratto dell'album è stato Never Gonna Leave This Bed il 28 gennaio 2011.

## Promozione
L'album è stato promosso dal singolo Misery, approdato sul mercato internazionale il 22 giugno 2010, che si è rivelato un tormento estivo indiscusso in diversi Paesi ed ha valicato le prime venti posizioni della Billboard Hot 100, fermandosi alla quattordicesima. Il video, dai contenuti violenti e marcatamente erotici, è stato diretto da Joseph Kahn e contrappone l'immotivata ferocia dell'attraente modella Anna V'jalicyna alla docilità del suo compagno, il capoband Adam Levine, che tenta invano di sottrarsi alla follia omicida dell'amata.
Il secondo estratto, Give a Little More è stato messo in commercio il 17 agosto 2010 ed è accompagnato da un video diretto da Paul Hunter. Non ha ancora ricevuto una grande promozione ed ha pertanto raggiunto solo l'ottantaseiesima posizione della Billboard Hot 100 e la novantunesima della Billboard Canadian Hot 100.
In seguito al flop dell'album e alla partecipazione del frontman del gruppo come giudice al reality show americano The Voice, i Maroon 5 e la cantante statunitense Christina Aguilera hanno pubblicato il 21 giugno il singolo inedito Moves like Jagger che fa parte della riedizione dell'album. Il singolo, di genere pop, dance-pop ed electro-pop, si è rivelato il singolo di maggior successo della loro carriera dei Maroon 5 che di Christina, raggiungendo la numero uno della Billboard Hot 100 e mantenendola per quattro settimane non consecutive, diventando la seconda numero uno della band e la quinta numero uno della Aguilera: per quest'ultima è la prima numero uno da circa un decennio. Commercializzato in Regno Unito il 14 agosto, il singolo ha raggiunto la seconda posizione, mantenendola per ben sette settimane consecutive, e diventando il regno più lungo alla numero due per un singolo. Il singolo, sebbene non abbia mai raggiunto la numero uno, ha sorpassato il milione di copie in Regno Unito e, con 1 043 572 copie vendute, il singolo ha raggiunto la seconda posizione della classifica dei singoli più venduti del 2011, dietro a Someone like You di Adele. A luglio 2012, il singolo ha sorpassato i cinque milioni di downloads negli Stati Uniti e, con 5 238 000 downloads, la canzone è la diciottesima più scaricata di sempre.

## Tracce
Edizione standard
1. Misery – 3:36 (Adam Levine, Jesse Carmichael, Sam Farrar)
2. Give a Little More – 3:00 (Adam Levine, Jesse Carmichael, James Valentine)
3. Stutter – 3:16 (Adam Levine, Sam Farrar, Matt Flynn)
4. Don't Know Nothing – 3:19 (Adam Levine, Sam Farrar)
5. Never Gonna Leave This Bed – 3:16 (Adam Levine)
6. I Can't Lie – 3:31 (Adam Levine, Sam Farrar)
7. Hands All Over – 3:12 (Adam Levine, Jesse Carmichael, Sam Farrar)
8. How – 3:36 (Adam Levine, Jesse Carmichael, Sam Farrar, Shawn Tellez)
9. Get Back in My Life – 3:37 (Adam Levine, Jesse Carmichael, James Valentine)
10. Just a Feeling – 3:46 (Adam Levine, Jesse Carmichael)
11. Runaway – 3:01 (Adam Levine, Sam Farrar, Noah Passovoy)
12. Out of Goodbyes (feat. Lady Antebellum) – 3:16 (Adam Levine, Jesse Carmichael, James Valentine)

Traccia bonus della riedizione
1. Moves like Jagger (feat. Christina Aguilera) – 3:16 (Adam Levine, Benny Blanco, Ammar Malik, Shellback)

Traccia bonus internazionale
1. Crazy Little Thing Called Love (Acoustic version) – 3:13 (Freddie Mercury) – cover dell'omonimo brano dei Queen

Tracce bonus edizione deluxe ed iTunes
1. Last Chance – 3:10 (Adam Levine, Sam Farrar)
2. No Curtain Call – 3:44 (Adam Levine, Jesse Carmichael, Harmony David Samuels)
3. Never Gonna Leave This Bed (Acoustic version) – 3:22 (Adam Levine)
4. Misery (Acoustic version) – 3:46 (Adam Levine, Jesse Carmichael, James Valentine)
5. If I Ain't Got You (Live) – 4:00 (Alicia Keys) – cover dell'omonimo brano di Alicia Keys
6. The Air That I Breathe – 4:17 (Adam Levine, James Valentine, Tommy King)
7. Last Chance (Live) – 3:12 (Adam Levine, Sam Farrar)

Tracce bonus edizione giapponese
1. Last Chance – 3:10 (Adam Levine, Sam Farrar)
2. No Curtain Call – 3:44 (Adam Levine, Jesse Carmichael, Harmony David Samuels)
3. Never Gonna Leave This Bed (Acoustic version) – 3:22 (Adam Levine)
4. Misery (Acoustic version) – 3:46 (Adam Levine, Jesse Carmichael, James Valentine)
5. If I Ain't Got You (Live) – 4:00 (Alicia Keys) – cover dell'omonimo brano di Alicia Keys
6. Crazy Little Thing Called Love (Acoustic version) – 3:13 (Freddie Mercury) – cover dell'omonimo brano dei Queen
7. Wake Up Call (Live) – 4:04 (Adam Levine, James Valentine)

## Formazione

### Maroon 5
- Adam Levine - voce, chitarra, cori
- Mickey Madden - basso
- Matt Flynn - batteria, percussioni
- James Valentine - chitarre, cori
- Jesse Carmichael - tastiere, chitarra, cori

#### Altri musicisti
- Bruce Bouton - chitarra
- Lenny Castro - percussioni

## Classifiche

### Classifiche internazionali
| Classifica (2010/11) | Posizione massima |
| -------------------- | ----------------- |
| Australia            | 7                 |
| Austria              | 20                |
| Belgio (Fiandre)     | 48                |
| Belgio (Vallonia)    | 21                |
| Canada               | 5                 |
| Danimarca            | 20                |
| Francia              | 16                |
| Finlandia            | 46                |
| Giappone             | 4                 |
| Grecia               | 7                 |
| Irlanda              | 18                |
| Italia               | 10                |
| Messico              | 19                |
| Nuova Zelanda        | 18                |
| Paesi Bassi          | 8                 |
| Regno Unito          | 6                 |
| Spagna               | 23                |
| Svezia               | 50                |
| Svizzera             | 10                |
| Ungheria             | 28                |
| USA                  | 2                 |

### Classifiche di fine anno
| Classifica (2012) | Posizione |
| ----------------- | --------- |
| Stati Uniti       | 46        |